# SMF全自動ピープル・ムーバー

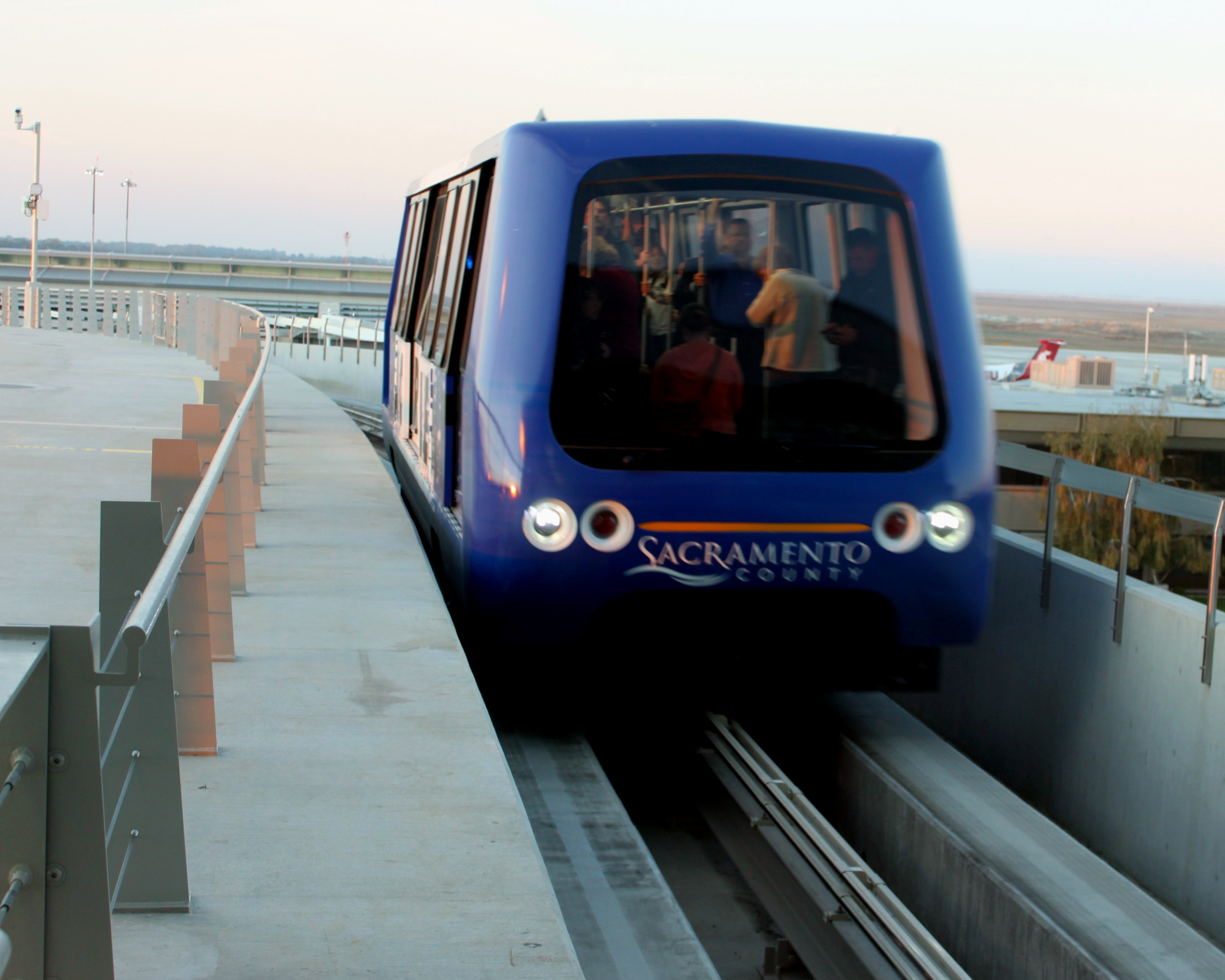
車両

SMF全自動ピープル・ムーバー（SMFぜんじどうピープルムーバー、英: SMF Automated People Mover）は、カリフォルニア州サクラメントにあるサクラメント国際空港 (SMF) の高架化されたAutomated People Mover (APM) システムである。
当システムは2011年10月6日に開業し、ターミナルBのランドサイドとエアサイドの間で旅客を移動させるために使用されている。
当システムでは、2両のボンバルディアInnovia APM 100車両を使用しており、2つの別々の平行トラック上で単一列車として運行されている。